# Нідерайхбах
Нідерайхбах (нім. Niederaichbach) — громада в Німеччині, знаходиться в землі Баварія. Підпорядковується адміністративному округу Нижня Баварія. Входить до складу району Ландсгут.
Площа — 34,06 км2. Населення становить 4092 ос. (станом на 31 грудня 2020).